# Hongtian
Hongtian (kinesiska: 洪田) är en köping i sydöstra Kina. Den ligger i Yong'an i staden Sanming i provinsen Fujian, omkring 210 kilometer väster om provinshuvudstaden Fuzhou. Antalet invånare är 15 338. Befolkningen består av 7 056 kvinnor och 8 282 män. Barn under 15 år utgör 16,0 %, vuxna 15-64 år 72 %, och äldre över 65 år 10,0 %.